# Cécile Ngambi
Cécile Ngambi (, 15 november 1960) is een atleet uit Kameroen. In 1980 was zij de eerste vrouwelijke deelneemster voor Kameroen aan de Olympische Zomerspelen.
Op de Olympische Zomerspelen van 1980 nam Ngambi deel aan de vijfkamp waar ze als 17e eindigde.
Op de Zomerspelen van 1984 nam ze voor Kameroen deel aan de 100 meter sprint en 100 meter horden.
Op de Olympische Spelen van 2000 droeg Ngambi bij de openingsceremonie de vlag voor Kameroen.
- World Athletics: 14550139